# Sam Tingle
Samuel Ashworth Tingle, detto Sam (Manchester, 24 agosto 1921 – Città del Capo, 19 dicembre 2008), è stato un pilota automobilistico zimbabwese, nato a Manchester nel Regno Unito.
Partecipò a 5 Gran Premi validi per il Campionato mondiale di Formula 1 tra il 1963 e 1969, oltre ad alcune gare extra-campionato.

## Risultati in Formula 1
| 1963 | Scuderia       | Vettura |  |  |  |  |  |  |  |  |  |     |  |  | Punti | Pos. |
| ---- | -------------- | ------- |  |  |  |  |  |  |  |  |  | --- |  |  | ----- | ---- |
| 1963 | Pilota privato | LDS     |  |  |  |  |  |  |  |  |  | Rit |  |  | 0     |      |

| 1965 | Scuderia       | Vettura |    |  |  |  |  |  |  |  |  |  |  |  | Punti | Pos. |
| ---- | -------------- | ------- | -- |  |  |  |  |  |  |  |  |  |  |  | ----- | ---- |
| 1965 | Pilota privato | LDS     | 13 |  |  |  |  |  |  |  |  |  |  |  | 0     |      |

| 1967 | Scuderia       | Vettura |     |  |  |  |  |  |  |  |  |  |  |  | Punti | Pos. |
| ---- | -------------- | ------- | --- |  |  |  |  |  |  |  |  |  |  |  | ----- | ---- |
| 1967 | Pilota privato | LDS     | Rit |  |  |  |  |  |  |  |  |  |  |  | 0     |      |

| 1968 | Scuderia     | Vettura |     |  |  |  |  |  |  |  |  |  |  |  | Punti | Pos. |
| ---- | ------------ | ------- | --- |  |  |  |  |  |  |  |  |  |  |  | ----- | ---- |
| 1968 | Team Gunston | LDS     | Rit |  |  |  |  |  |  |  |  |  |  |  | 0     |      |

| 1969 | Scuderia     | Vettura      |   |  |  |  |  |  |  |  |  |  |  |  | Punti | Pos. |
| ---- | ------------ | ------------ | - |  |  |  |  |  |  |  |  |  |  |  | ----- | ---- |
| 1969 | Team Gunston | Brabham BT24 | 8 |  |  |  |  |  |  |  |  |  |  |  | 0     |      |

| Legenda | 1º posto     | 2º posto | 3º posto    | A punti         | Senza punti/Non class.  | Grassetto – Pole position Corsivo – Giro più veloce |
| Legenda | Squalificato | Ritirato | Non partito | Non qualificato | Solo prove/Terzo pilota | Grassetto – Pole position Corsivo – Giro più veloce |